# A Robust Romeo
Pour plus de détails, voir Fiche technique et Distribution.
A Robust Romeo (est un film muet américain réalisé par George Nichols sorti en 1914.

## Fiche technique
Source principale de la fiche technique :
- Titre : A Robust Romeo
- Réalisation : George Nichols
- Producteur : Mack Sennett
- Studio de production : The Keystone Film Company
- Distribution : Mutual Film Corporation
- Pays de production : États-Unis
- Format : Noir et blanc - 1,37:1 - Format 35 mm
- Langue : film muet intertitres anglais
- Genre : Comédie
- Durée : une bobine
- Date de la sortie : 
  - États-Unis : 12 février 1914

## Distribution
Source principale de la distribution :
- Roscoe Arbuckle :
- Ford Sterling :
- Mack Swain :